# Ceropegia inflata
Ceropegia inflata är en oleanderväxtart som beskrevs av Ferdinand von Hochstetter och Erich Werdermann. Ceropegia inflata ingår i släktet Ceropegia och familjen oleanderväxter. Inga underarter finns listade i Catalogue of Life.